# Kresy (województwo mazowieckie)
Kresy – wieś w Polsce położona w województwie mazowieckim, w powiecie kozienickim, w gminie Sieciechów.
W latach 1975–1998 miejscowość administracyjnie należała do województwa radomskiego.